# Jimmy Nail
Jimmy Nail, född James Michael Aloysius Bradford den 16 mars 1954 i Newcastle upon Tyne, är en brittisk skådespelare och sångare. Jimmy Nail slog igenom i rollen som Oz i TV-serien Auf Wiedersehen, Pet 1983. Han har även medverkat i TV-serierna  Spender och Crocodile Shoes, till vilka han även skrev manus. På film har han bland annat medverkat i Evita och Still Crazy. Jimmy Nails främsta kännetecken är ett något oborstat utseende och en bred newcastledialekt (geordieaccent).
TV-serien "Crocodile Shoes", som handlar om en arbetare från Newcastle som försöker slå igenom som countrysångare, blev även Nails genombrott som sångare. Han har haft listhitar med "Ain't No Doubt" (1992), "Crocodile Shoes" (1994), "Big River" (1995) och "Country Boy" (1996). Han har också samarbetat med vännen Mark Knopfler, även han från Newcastle. På några av låtarna på albumet Big River (1995) spelade Mark Knopfler gitarr och Jimmy Nail tackade genom att låta sin rollkaraktär "Oz" deklarera att han var Dire Straits-fan i den tredje omgången av Auf Wiedersehen, Pet. Fem av låtarna på de två soundtrack-plattorna till "Crocodile Shoes" var skrivna av en annan vän från Newcastletrakten, nämligen Paddy McAloon från Prefab Sprout. Av McAloon-låtarna släppte Nail "Cowboy Dreams" som singel. Den nådde plats 13 på brittiska listan. Nail's sånger är för det mesta i lugn melankolisk stil, och hans sångtexter präglas ofta av brustna relationer och förhållanden, svek och otrohet. Musikaliskt är Nail bred och har pendlat mellan country, countryrock och pop.
Jimmy Nail bor numera i London, är gift med Miriam Jones och har två söner. Skådespelerskan Val McLane, som bland annat medverkat i Auf Wiedersehen, Pet är Jimmy Nails syster.

## Filmografi
TV
- Auf Wiedersehen, Pet (1983, 1986, 2002, 2004)
- Spyship (1983)
- Minder (1984)
- Blott on the Landscape (1985)
- Master of the Game (1985)
- Nicking Kids (1986)
- Shoot for the Sun (1986)
- Spender (1991–1993)
- Crocodile Shoes (1994, 1996)
- Parents of the Band (2008)

Film
- Morons from Outer Space (1985)
- Howling II: Your Sister Is a Werewolf (1985)
- Dream Demon (1987)
- Just Ask for Diamond (1988)
- Crusoe (1989)
- Dream Demon (1987)
- Danny, The Champion of The World (1990)
- Evita (1996)
- Still Crazy (1998)
- The 10th Kingdom (200)

## Diskografi
Studioalbum
- Take It or Leave It (1986)
- Growing up in Public (1992)
- Crocodile Shoes (1994)
- Big River (1995)
- Crocodile Shoes II (1996)
- Tadpoles in a Jar (1999)
- 10 songs and an OK Voice (2001)

Hitsinglar (topp 10 på UK Singles Chart)
- 1985 – "Love Don't Live Here Anymore" (#3)
- 1992 – "Ain't No Doubt" (#1)
- 1994 – "Crocodile Shoes" (#4)

Soundtrack album
- Evita (1996)
- Still Crazy (1998)

Samlingsalbum
- The Nail File: The Best of Jimmy Nail (1997)

## Övrigt
Jimmy Nail skrev tillsammans med Mark Knopfler låten "Why Aye, Man", som även var signaturmelodi till den tredje omgången av Auf Wiedersehen, Pet. Låten, där Nail sjunger bakgrundsvokaler, finns på Knopflers album The Ragpicker's Dream (2002)